# ウチワキジ
ウチワキジ（団扇雉、Lophura erythrophthalma）は、キジ目キジ科コシアカキジ属に分類される鳥類。

## 分布
- L. e. erythrophthalma　ウチワキジ

インドネシア（スマトラ島）、マレーシア（マレー半島）
- L. e. pyronota　シマウチワキジ

インドネシア（ボルネオ島）、マレーシア（ボルネオ島）

## 形態
全長41-51cm。翼長オス24-25cm、メス20-22cm。体重オス1kg、メス0.8kg。頭頂の羽毛が伸長（冠羽）しない。尾羽は短く、尾羽の数は14か16。上面が青みがかった灰色、腹面が青味がかった黒、腰は赤褐色の羽毛で被われる。尾羽の色彩は黄色。初列風切の色彩は赤褐色で、白い斑紋が入る。
顔には羽毛が無く、赤い肉垂れ状の皮膚が露出する。虹彩は褐色。嘴の色彩は黄色がかった白色。後肢の色彩は青みがかった灰色。
卵は長径4.8cm、短径3.6cmで、ピンク色や淡褐色がかった白い殻で覆われる。オスは赤い肉垂れがより大型。

## 分類
- Lophura erythrophthalma erythrophthalma　(Raffles, 1822)　ウチワキジ
- Lophura erythrophthalma pyronota　　シマウチワキジ

## 生態
標高900m以下の常緑広葉樹林に生息する。
食性は雑食で、シロアリや果実などを食べる。
繁殖形態は卵生。3-6月に地表に巣を作り、1回に3-6回の卵を産む。抱卵期間は23-24日。

## 人間との関係
開発による生息地の破壊などにより生息数は減少している。近年はボルネオ島での発見例は少数が北西部に、スマトラ島での発見例は1か所のみに限られている。